# Phyllophaga guanacasteca
Phyllophaga guanacasteca är en skalbaggsart som beskrevs av Moron och M. Alma Solis 2000. Phyllophaga guanacasteca ingår i släktet Phyllophaga och familjen Melolonthidae. Inga underarter finns listade i Catalogue of Life.